# Uruguay (stacja metra w Buenos Aires)
Uruguay – stacja metra w Buenos Aires, na linii B. Znajduje się pomiędzy stacjami Carlos Pellegrini a Callao. Stacja została otwarta 22 czerwca 1931.